# Strażnica KOP „Stelmachowo Wielkie”
Strażnica KOP „Stelmachowo Wielkie” – zasadnicza jednostka organizacyjna Korpusu Ochrony Pogranicza pełniąca służbę ochronną na granicy polsko-sowieckiej.

## Formowanie i zmiany organizacyjne
W 1924 roku, w składzie 3 Brygady Ochrony Pogranicza, został sformowany 5 batalion graniczny. W 1928 roku w skład batalionu wchodziło 13 strażnic. Strażnica KOP „Stelmachowo Wielkie” w latach 1928–1939 znajdowała się w strukturze 3 kompanii KOP „Prozoroki”  batalionu KOP „Podświle”. Strażnica liczyła około 18 żołnierzy i rozmieszczona była przy linii granicznej z zadaniem bezpośredniej ochrony granicy państwowej.
W 1932 roku obsada strażnicy zakwaterowana była w budynku popolicyjnym. Strażnicę z macierzystą kompanią łączył trakt długości 5,3 km i droga polna długości 2 km.

## Służba graniczna
Podstawową jednostką taktyczną Korpusu Ochrony Pogranicza przeznaczoną do pełnienia służby ochronnej był batalion graniczny. Odcinek batalionu dzielił się na pododcinki kompanii, a te z kolei na pododcinki strażnic, które były „zasadniczymi jednostkami pełniącymi służbę ochronną”, w sile półplutonu. Służba ochronna pełniona była systemem zmiennym, polegającym na stałym patrolowaniu strefy nadgranicznej, wystawianiu posterunków alarmowych, obserwacyjnych i kontrolnych stałych, patrolowaniu i organizowaniu zasadzek w miejscach rozpoznanych jako niebezpieczne, kontrolowaniu dokumentów i zatrzymywaniu osób podejrzanych, a także utrzymywaniu ścisłej łączności między oddziałami i władzami administracyjnymi. Strażnice KOP stanowiły pierwszy rzut ugrupowania kordonowego Korpusu Ochrony Pogranicza.
Strażnica KOP „Stelmachowo Wielkie” w 1932 roku ochraniała pododcinek granicy państwowej szerokości 7 kilometrów 250 metrów od słupa granicznego nr 182 do 190, a w 1938 roku pododcinek szerokości 8 kilometrów 500 metrów od słupa granicznego nr 184 do 199.
Sąsiednie strażnice:
- strażnica KOP „Stelmachowo Małe” ⇔ strażnica KOP „Cielesze” 1928[2], 1929[3]
- strażnica KOP „Zahacie” ⇔ strażnica KOP „Cielesze” – 1931[4] , 1932[5], 1934[6]
- strażnica KOP „Zahacie” ⇔ strażnica KOP „Jałówka” – 1938[7]

## Walki w 1939
17 września 1939 odcinek 2 kompanii kpt. Antoniego Przybylskiego został zaatakowany przez jednostki 5 Dywizji Strzeleckiej płk. Kuźmy Galickiego i pododdziały 22 Wietrińskiej  komendantury pogranicznej NKWD. Sowieci zniszczyli wszystkie strażnice i zlikwidowali większą część ich załóg. Jedynie załoga strażnicy „Stelmachowo Wielkie” nie dała się zaskoczyć i po oddaniu kilku strzałów wycofała się bez strat, docierając do dowództwa kompanii w Prozorokach.